# 시파르 홈
시파르 홈(Sippar Sulcus)는 목성의 위성인 가니메데에 있는 지역으로 홈 모양의 밝은 지형이다. 길이는 3,260km이다.